# Karla Étienne
 (avril 2022).
La mise en forme du texte ne suit pas les recommandations de Wikipédia : il faut le « wikifier ».
Les points d'amélioration suivants sont les cas les plus fréquents. Le détail des points à revoir est peut-être précisé sur la page de discussion.
- Les titres sont pré-formatés par le logiciel. Ils ne sont ni en capitales, ni en gras.
- Le texte ne doit pas être écrit en capitales (les noms de famille non plus), ni en gras, ni en italique, ni en « petit »…
- Le gras n'est utilisé que pour surligner le titre de l'article dans l'introduction, une seule fois.
- L'italique est rarement utilisé : mots en langue étrangère, titres d'œuvres, noms de bateaux, etc.
- Les citations ne sont pas en italique mais en corps de texte normal. Elles sont entourées par des guillemets français : « et ».
- Les listes à puces sont à éviter, des paragraphes rédigés étant largement préférés. Les tableaux sont à réserver à la présentation de données structurées (résultats, etc.).
- Les appels de note de bas de page (petits chiffres en exposant, introduits par l'outil «  Source ») sont à placer entre la fin de phrase et le point final[comme ça].
- Les liens internes (vers d'autres articles de Wikipédia) sont à choisir avec parcimonie. Créez des liens vers des articles approfondissant le sujet. Les termes génériques sans rapport avec le sujet sont à éviter, ainsi que les répétitions de liens vers un même terme.
- Les liens externes sont à placer uniquement dans une section « Liens externes », à la fin de l'article. Ces liens sont à choisir avec parcimonie suivant les règles définies. Si un lien sert de source à l'article, son insertion dans le texte est à faire par les notes de bas de page.
- La présentation des références doit suivre les conventions bibliographiques. Il est recommandé d'utiliser les modèles {{Ouvrage}}, {{Chapitre}}, {{Article}}, {{Lien web}} et/ou {{Bibliographie}}. Le mode d'édition visuel peut mettre en forme automatiquement les références.
- Insérer une infobox (cadre d'informations à droite) n'est pas obligatoire pour parachever la mise en page.

Pour une aide détaillée, merci de consulter Aide:Wikification.
Si vous pensez que ces points ont été résolus, vous pouvez retirer ce bandeau et améliorer la mise en forme d'un autre article.
Pour les articles homonymes, voir Étienne.
Karla Étienne est une danseuse, commissaire et travailleuse culturelle canadienne. Depuis 2021, elle est directrice générale de l’Assemblée canadienne de la danse.

## Biographie
D'origine haïtienne, établie à Tiohtià:ke - Mooniyang, Montréal, Karla Étienne a étudié la danse d’Afrique de l'Ouest auprès d'Oumar N’Diaye de Takadja, gagnant d'un prix Prix Juno, puis avec la chorégraphe Zab Maboungou. Elle est la première diplômée du Programme de formation et d’entraînement artistique et professionnel en danse (PEFAPDA) de Nyata Nyata.
Danseuse, elle collabore avec plusieurs chorégraphes. Elle fait partie de plusieurs œuvres de Zab Maboungou, dont Mozongi,, qui a été reconnu lauréat du milieu de la danse en 2015 dans le cadre du Grand Prix du Conseil des arts de Montréal, notamment pour le travail exceptionnel des interprètes. Elle collabore aussi avec Priscilla Guy pour le court-métrage Hiatus (2017) diffusé internationalement, Katya Montaignac et Sophie Corriveau pour Nous ne somme(s) pas tous des danseur(s) (2018) présentée à la Maison pour la danse de Québec ainsi que George Stamos et Radwan Ghazi Moumneh pour One Kind Favor (2020) produit par Danse-Cité et présenté au Montréal arts Interculturels (MAI),.
Médiatrice culturelle, elle a coordonné des événements rassembleurs et animé plusieurs panels et tables rondes, notamment lors des Rencontres Internationales Regards Hybrides (2017, 2019), et du Symposium Pas juste de la danse (2018).
Diplômée du HEC Montréal en environnement et en gestion des organismes culturels, elle est mentore, conseillère et philanthrope auprès d’artistes et d’organismes artistiques canadiens. Elle est également sollicitée régulièrement pour siéger sur des jurys et comités de sélection (Conseil des arts du Canada, Conseil des arts et des lettres du Québec, Centre national des Arts, Regards Hybrides).
De 2012 à 2020, elle a agi à titre de présidente du comité de la danse au Conseil des arts de Montréal où elle travaille activement au développement de pratiques inclusives et décoloniales au Conseil. Sa contribution au renouvellement des politiques culturelles canadiennes concernant les questions d’équité est reconnue par plusieurs institutions artistiques, et ce, à tous les niveaux de la pratique artistique, incluant la gestion et la diffusion.
En 2021, elle devient la première artiste-commissaire invitée de l’organisme Mandoline Hybride, et reçoit le Prix stellaire de Zab Maboungou/Compagnie Danse Nyata Nyata pour sa contribution à la communauté de la danse.

## Œuvres chorégraphiques (danseuse)
- 2000, 2015 - Mozongi: produit par Nyata Nyata dans une chorégraphie de Zab Maboungou
- 2005 - Lwáza: produit par Nyata Nyata dans une chorégraphie de Zab Maboungou
- 2010 - Montréal by Night: produit par Nyata Nyata dans une chorégraphie de Zab Maboungou
- 2017 - Hiatus produit par Mandoline Hybride, court-métrage réalisé par Priscilla Guy
- 2018 - Nous (ne) sommes (pas) tous des danseurs: initiée par Katya Montaignac et Sophie Corriveau
- 2018 - Pas Juste de la danse: produit par Nyata Nyata dans une chorégraphie de Zab Maboungou
- 2020 - One Kind Favor: diffusée au Montréal arts Interculturels (MAI) dans une chorégraphie de George Stamos

## Activités de commissariat
- 2021-2023 - Mandoline Hybride
- 2018 - Symposium Pas juste de la danse, Nyata Nyata
- 2021 - CAPSULE, Centre national des Arts (CNA)

## Prix et récompenses
- 2021 - Prix stellaire de Zab Maboungou/Compagnie Danse Nyata Nyata